# Bistum Krk
Das Bistum Krk (kroatisch: Krčka biskupija, lateinisch: Dioecesis Veglensis) ist ein römisch-katholisches Bistum in Kroatien. Neben Krk umfasst die Diözese einige weitere Inseln des Kvarner: Rab, Cres, Lošinj, Ilovik, Susak, Unije, Male Srakane und Vele Srakane sowie einen Teil der Insel Pag.

## Geschichte
In spätrömischer Zeit (4. und 5. Jahrhundert) unterstand der Bischof von Krk der Metropolie von Salona, seit dem frühen Mittelalter dann den Patriarchen von Aquileia. Im 15. Jahrhundert wurde Krk dem Patriarchen von Grado unterstellt und in das venezianische Staatskirchensystem eingebunden.
Im Jahre 1828 wurden die kleinen Bistümer von Rab und Osor aufgelöst und ihre Gebiete dem Bischof von Krk unterstellt.
Bis zu der Liturgiereform des Zweiten Vatikanischen Konzils wurde die Messe in zahlreichen Kirchen im Altslawischen Ritus, das heißt nicht auf Latein, sondern in altkroatischer Sprache gefeiert. Im Bistum sind bedeutende kroatisch-glagolitische Schriftdenkmale erhalten geblieben, so z. B. die Tafel von Baška und die Tafel von Valun.
Bischof Antun Mahnić (1896–1920) förderte den altslawischen Ritus und die glagolitische Schriftkultur.
1990 wurde die Diözesancaritas von Krk begründet.

## Weblinks

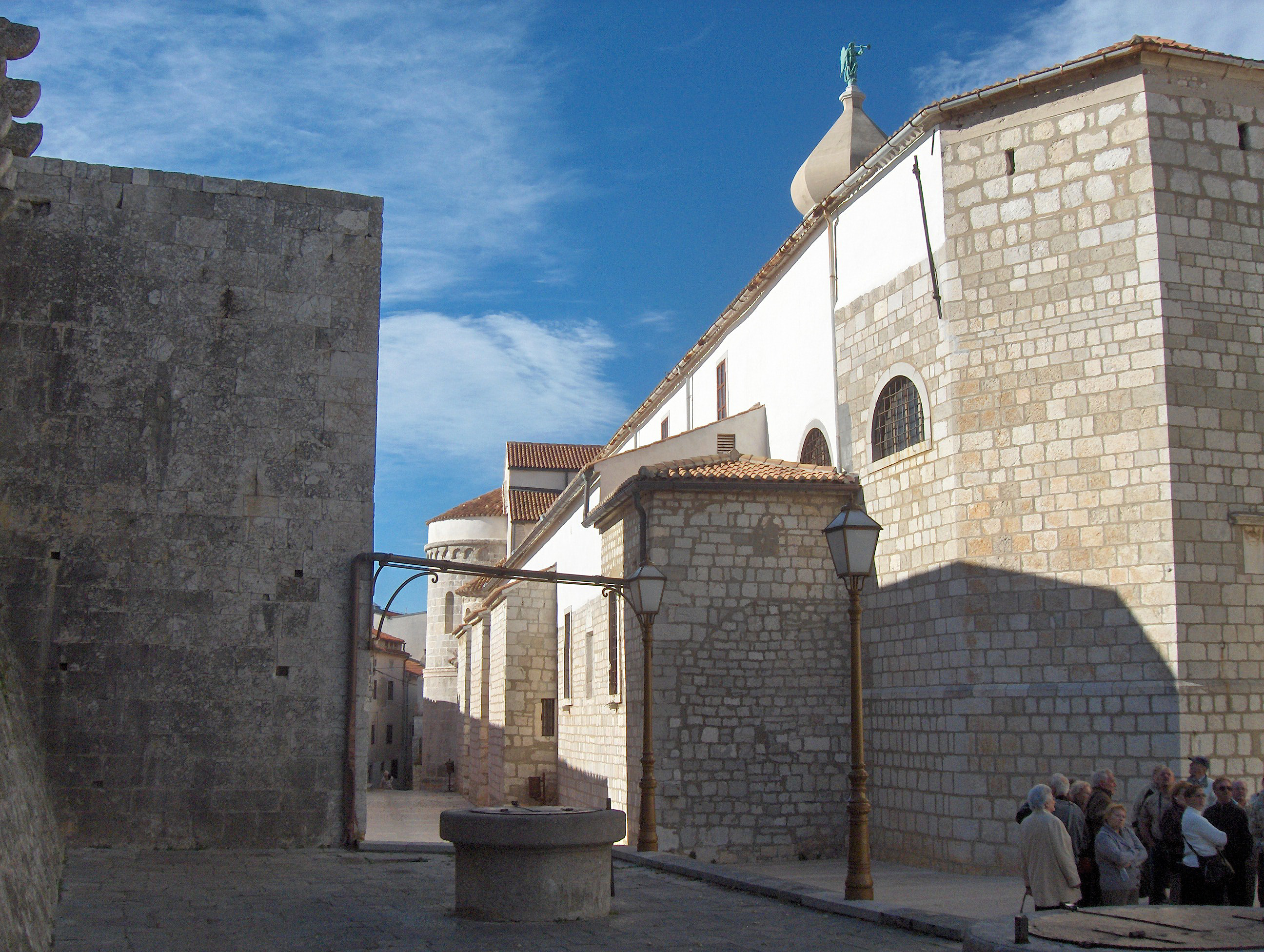
Kathedrale von Krk